# Toon Ninaber van Eyben
Antonius Cornelius (Toon) Ninaber van Eyben (Scheveningen, 21 december 1896 – Boxtel, 19 april 1977) was een Nederlands glazenier, graveur, illustrator, mozaïekkunstenaar, schilder, tekenaar en docent.

## Leven en werk
Ninaber van Eyben volgde een opleiding aan de Academie van Beeldende Kunsten in 's-Gravenhage en haalde daar zijn MO-akte tekenen. Hij trouwde met Carla Hoyng (1910-1975), uit dit huwelijk werd de ontwerper Bruno Ninaber van Eyben (1950) geboren.
Tijdens de Tweede Wereldoorlog vestigde Ninaber zich in Noord-Brabant, aanvankelijk in 's-Hertogenbosch, later in Boxtel. Hij ontwierp glas-in-loodramen, meubels en maakte onder meer houtgravures, schilderijen, mozaïeken, muurschilderingen en reliëfs. Zijn ramen hebben een traditionele opzet en werden steeds meer schilderijen op glas, ze werden bij diverse ateliers uitgevoerd. Naast kunstenaar was Ninaber docent. Hij was lid van het Algemeen Katholiek Kunstenaars Verbond, de Brabantse Kunststichting en De Onafhankelijken.
Ninaber van Eyben overleed in 1977 op tachtigjarige leeftijd.

## Werken (selectie)
- glas in lood (1926) voor de Allerheiligst Sacramentskerk in Den Haag
- glas in lood (1930) en tegeltableaus van de twaalf apostelen voor de Onze-Lieve-Vrouw-van-Lourdeskerk in Scheveningen
- ramen (1933) voor het sanatorium Berg en Bosch in Bilthoven
- glas in lood (1937) voor de Sint-Michaëlkerk in Beek en Donk
- tegeltableaus en ramen (1940, 1950) voor het raadhuis in Drunen
- ramen (ca. 1950) voor het gemeentehuis in Liempde
- schilderingen en ramen (1950-1951) voor de Sint-Annakapel in Aarle
- ramen (1951) voor de Maria Hemelvaartkerk of O.L.Vrouw ten Hemelopneming in Reusel

## Afbeeldingen

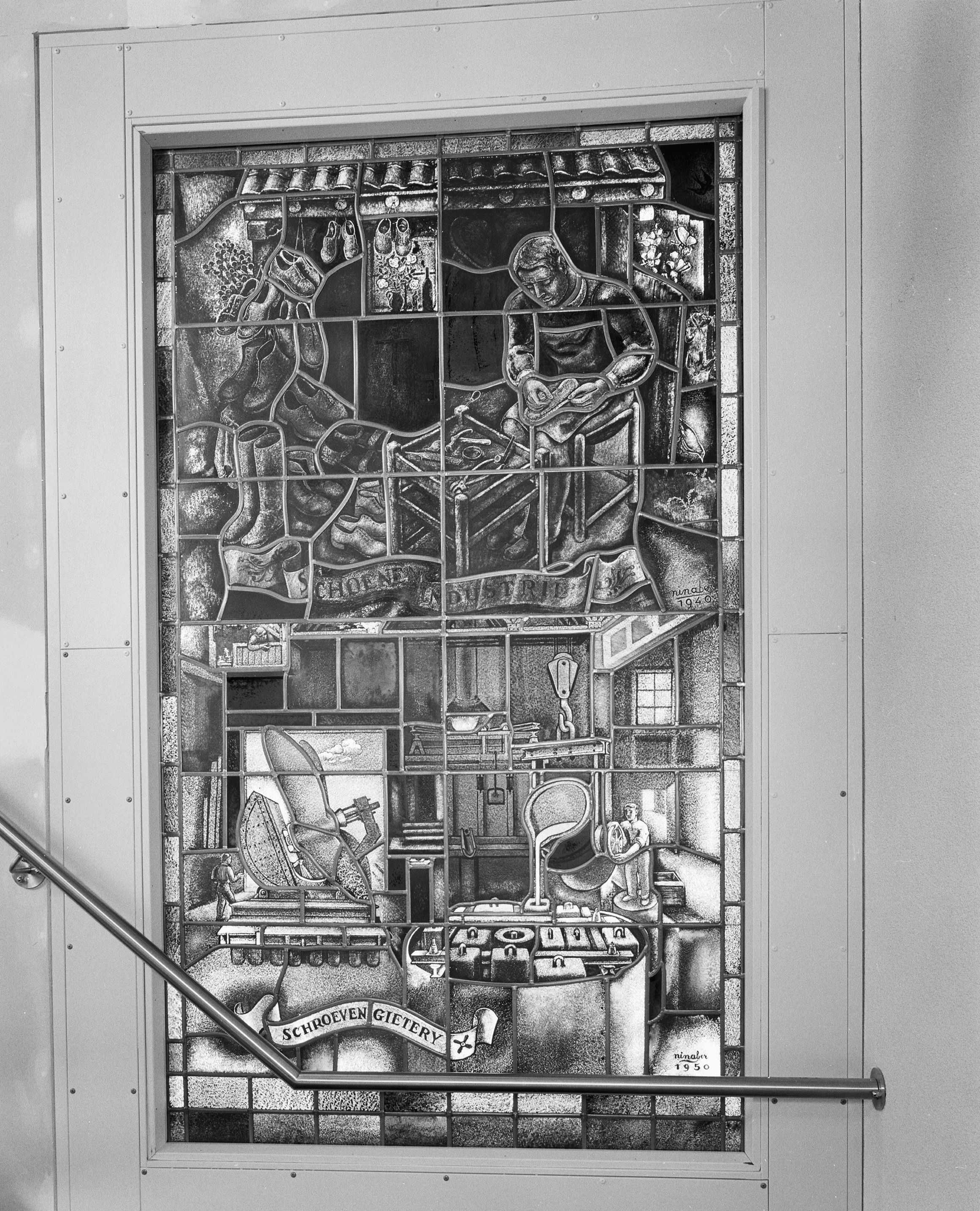
Raadhuis, Drunen
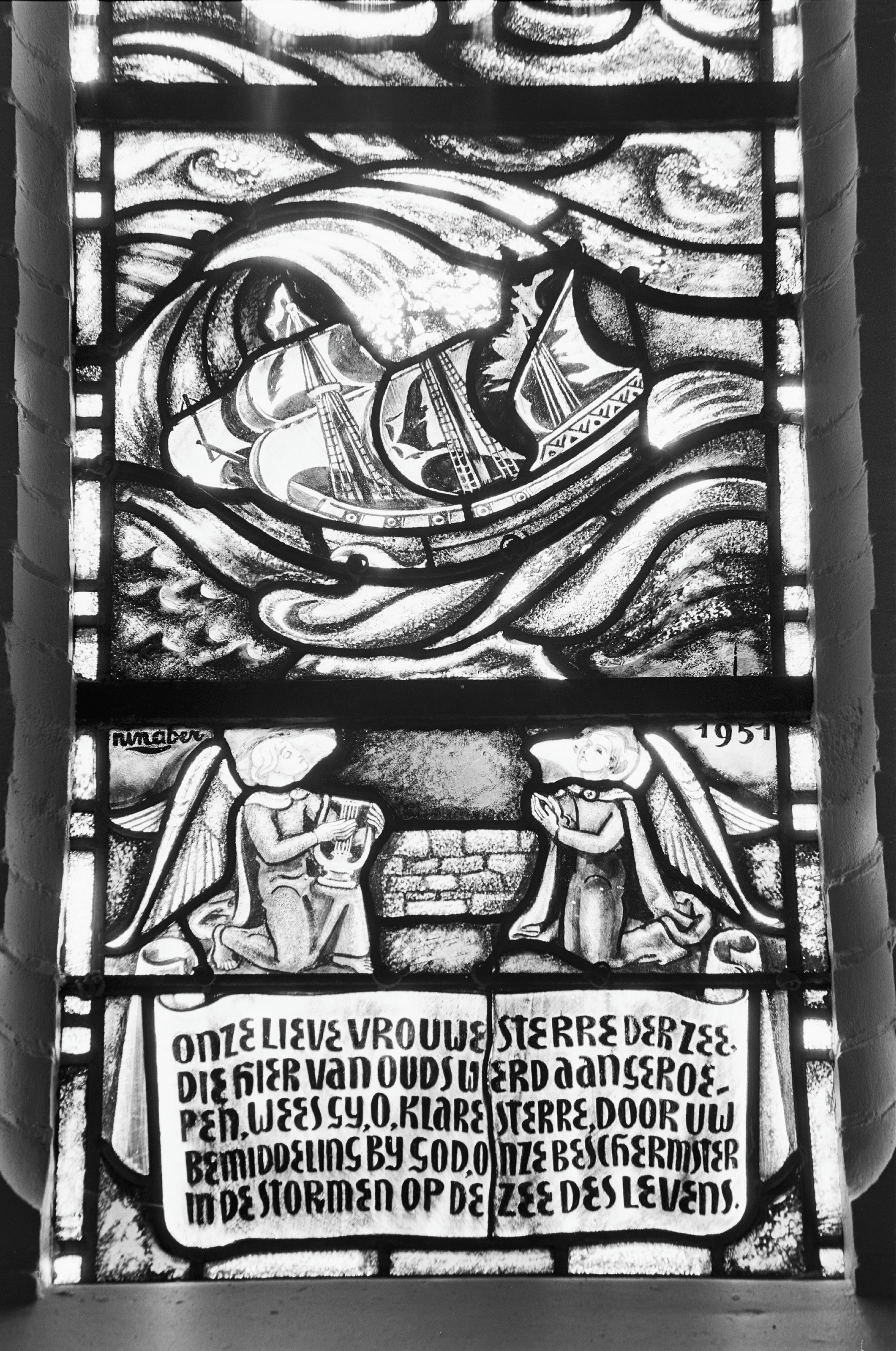
Detail Mariakapel, Maria Hemelvaartkerk, Reusel